# Колышево (Дзержинский район)
Колышево — деревня в Дзержинском районе Калужской области России. Входит в состав сельского поселения «Село Дворцы».

## География
Расположена на правом берегу реки Угра.

## Население
| 2002 | 2010 |
| ---- | ---- |
| 7    | ↘6   |

## История
Ранее относилось к Перемышльскому уезду.
Своё название деревня получила по фамилии владельцев — дворян Колышевых, чья усадьба располагалась здесь с XV века. В XVIII веке владельцами усадьбы стали Унковские. В начале XIX века хозяйка имения — Е. П. Унковская, после неё до 1882 года усадьбой владел её племянник С. Я. Унковский. Унаследовал имение и владел им до 1886 года его сын адмирал И. С. Унковский, затем до революции 1917 года — его сын земский деятель С. И. Унковский.
При усадьбе действовал конный завод. Главный дом усадьбы не сохранился — он был разобран в 1938 году. Усадебный парк сохранился фрагментарно.
К имению Унковских также относилось соседнее село Козлово (Богородицкое). И. С. Унковский начал строить в 1885 году годах каменный Рождественский храм в стиле эклектики. Строительство было завершено в 1888 году уже после его смерти, в церкви сохранился склеп с его надгробием.